# Nazionale femminile di rugby a 15 della Finlandia
La nazionale femminile di rugby a 15 della Finlandia (in finlandese Suomen naisten rugby union -maajoukkue; in svedese Finlands damlandslag i rugby union) è la selezione di rugby a 15 femminile che rappresenta la Finlandia in ambito internazionale.
Attiva dal 2007, ha giocato quasi tutti i suoi incontri nel campionato europeo, nella cui prima divisione non ha ancora militato.
Il suo commissario tecnico è l'italiano Leonardo Fierro, in carica dal 2024.
Al 24 marzo 2025 la squadra occupa la 31ª posizione del ranking World Rugby.

## Storia
Il progetto di espansione del rugby femminile finlandese rispondeva agli obiettivi della federazione di ampliare del 20% la base di praticanti entro l'inizio del 2008 in base alle indicazioni ricevute da IRB.
Nel 2006 furono quindi istituite Coppa e campionato nazionale a XV e l'anno seguente fu allestita una squadra nazionale femminile, che debuttò durante la seconda divisione del campionato europeo in programma quell'anno in Belgio.
L'esordio fu un 12-12 contro la Norvegia.
La Finlandia terminò la competizione al quinto posto della Pool B (tredicesimo generale) dopo avere battuto il Lussemburgo nella propria finale di consolazione, coincidente anche con la prima vittoria della squadra.
L'attività sportiva nel decennio successivo fu discontinua, solo 12 test match disputati tra il 2011 e il 2019, quasi tutti nel quadro delle divisioni inferiori del campionato europeo, complice anche un periodo di inattività internazionale durato tre anni e mezzo dal 2014 al 2017.
Il 28 maggio 2022, nel corso della seconda divisione del campionato europeo, la Finlandia colse la sua miglior vittoria, battendo 80-0 la Svizzera.
Al 2025 la squadra disputa il Trofeo Rugby Europe, la divisione immediatamente inferiore a quella che assegna il titolo continentale.
Il commissario tecnico della squadra è l'italiano Leonardo Fierro, ricercatore universitario all'università Aalto e rugbista dilettante, che fa parte dello staff tecnico federale dal 2023.

## Colori e simboli
Come per altre rappresentative nazionali del Paese, la nazionale finlandese di rugby veste i colori della bandiera nazionale bianco e blu, ciascuno dei quali prevale rispettivamente nella prima e nella seconda tenuta.
Il fornitore tecnico delle squadre nazionali è l'azienda italiana Macron.